# Флаг Черновицкой области
 Флаг Чернови́цкой области (укр. Прапор Чернівецької області) — символ, который отображает историю и традиции Черновицкой области Украины.

## История создания
Утверждён 20 декабря 2001 года по решению сессии Черновицкого областного совета № 172-17/01. Автором эскиза флага является Орест Криворучко — художник-график, член Национального союза художников Украины.

## Описание флага
Флаг под девизом «Наш оберег» имеет форму прямоугольного полотнища с соотношением сторон 2:3. С верхнего и нижнего краёв идут сине-жёлтые полоски (ширина синих — 1/10 ширины флага, жёлтых — 1/30 ширины флага). В центре полотнища на зелёном фоне белый сокол (его высота достигает 1/2 ширины флага). Сокол является оберегом Буковины, считается символом красоты, храбрости и мудрости. Зелёный цвет символизирует Буковину как географический регион, означает возрождение, пробуждение, свободу, также является символом достатка и надежды. Сине-жёлтые полоски означают не только цвета флага Украины. Синие подразумевают реки Прут и Днестр, жёлтые подразумевают хлебные поля Бессарабии. Древко флага увенчано латунной ажурной пикой, в середине которой расположен небольшой тризуб.